# Stomoxys muscaria
Stomoxys muscaria är en tvåvingeart som först beskrevs av Fabricius 1777.  Stomoxys muscaria ingår i släktet Stomoxys och familjen blomsterflugor.
Artens utbredningsområde är Tyskland. Inga underarter finns listade i Catalogue of Life.